# Apanteles bushnelli
Apanteles bushnelli är en stekelart som beskrevs av Muesebeck 1933. Apanteles bushnelli ingår i släktet Apanteles och familjen bracksteklar. Inga underarter finns listade i Catalogue of Life.